# Interpénétration des deux espaces
Interpénétration des deux espaces est une œuvre du sculpteur français Guy de Rougemont située dans le musée de la sculpture en plein air, sur le port Saint-Bernard, à Paris. Il s'agit d'une sculpture en tôle peinte conçue en 1975.

## Description
L'œuvre est une sculpture. Elle est composée de huit éléments cylindriques de différentes hauteurs, répartis sur un large socle de forme rectangulaire. Chaque cylindre est peint, soit de plusieurs bandes horizontales de largeurs diverses, soit de formes abstraites, avec des couleurs tranchées (blanc, noir, rouge, bleu, vert, orange).

## Localisation
La sculpture est installée dans le musée de la sculpture en plein air, un lieu d'exposition d'œuvres de sculpteurs de la seconde moitié du XXe siècle, dans le jardin Tino-Rossi, sur le port Saint-Bernard et le long de la Seine, dans le 5e arrondissement de Paris.

## Artiste
Guy de Rougemont (né en 1935) est un sculpteur français.